# Sigeberto II
Sigeberto II (◊ 601 † 613) foi rei da Borgonha e da Austrásia (613). Filho bastardo de Teodorico II, sucedeu ao pai em 613; mas o prefeito do palácio da Austrásia, Varnacário, temendo que sendo tão jovem ele cairia sob a influência de sua bisavó Brunilda da Austrásia, que o havia trazido à presença de uma assembléia nacional, onde foi aclamado pelos nobres, que demonstraram o respeito de sua autoridade sobre ambos os reinos herdados de seu pai. Mas Varnacário e Rado, prefeito do palácio da Borgonha, abandonaram a causa de Brunilda e do jovem rei e se uniram a Clotário II da Nêustria, prometendo não se manifestar em defesa da rainha-regente e reconhecendo Clotário como regente legal e guardião de Sigeberto. Brunilda e Sigeberto enfrentaram o exército de Clotário em Aisne, mas os patrícios Aleteu, duque Rocão e duque Sigualdo abandonaram seu senhor e sua bisavó, tendo ela e o jovem rei que fugir. Até o rio Orbe eles conseguiram, mas serviçais de Clotário os alcançaram no lago Neuchâtel. Brunilda, Sigeberto e o seu irmão mais novo, Corbão, foram executados por ordens de Clotário. Brunilda foi torturada por três dias antes de ser rasgada em pedaços entre quatro cavalos, terminando assim a longa e sangrenta rixa entre Austrásia e Nêustria, reunificando os dois reinos. Clotário então governou todos os reinos francos.

## Pais
♂ Teodorico II (◊ 535 † 575)
♀ ? (◊ ? † ?)